# Bernard Plaçais
Bernard Plaçais, né le 30 janvier 1957 à Angers, est un physicien français. Spécialiste de la matière condensée, il est membre du groupe de physique mésoscopique au Laboratoire de Physique de l'École normale supérieure (Paris). 
Après un début de carrière consacré aux vortex dans les supraconducteurs et superfluides, il étudie différents aspects de la physique mésoscopique, du graphène aux anyons.
Il reçoit en 2020 le prix des trois physiciens.